# George Boole
George Boole sinh ngày ngày 2 tháng 11 năm 1815 ở London. Ông là con trai một nhà bán tạp hóa nhỏ. Vì nhà nghèo nên từ năm 16 tuổi, ông đã phải bươn chải kiếm sống, phụ giúp gia đình bằng nghề dạy học. Năm 20 tuổi, ông mở một trường tư ở quê nhà. Vừa tận tụy dạy học, vừa ra sức tự học, ông đã tích lũy thêm một kiến thức toán học đồ sộ cho riêng mình. Với tài năng vốn có và lòng đam mê, bất chấp hoàn cảnh khó khăn, ông đã cho ra đời hàng loạt công trình nghiên cứu nổi tiếng và rất quan trọng cho ngành toán học thế giới: " Giải tích toán học của logic", "Các định luật của tư duy". Nhờ đó, ông được bổ nhiệm làm Giáo sư toán của trường Nữ hoàng ở Ireland (nay là University College Cork UCC) từ năm 1849 cho đến khi mất. Một điều khá thú vị là Ethel Boole, một nữ văn sĩ nổi tiếng của nước Anh với tác phẩm "Ruồi trâu", chính là con gái của ông.
Ông mất vào ngày 8-12-1864, thọ 49 tuổi.